# Sinomicrurus kelloggi
Sinomicrurus kelloggi är en ormart som beskrevs av Pope 1928. Sinomicrurus kelloggi ingår i släktet Sinomicrurus och familjen giftsnokar. IUCN kategoriserar arten globalt som livskraftig. Inga underarter finns listade.
Arten förekommer i sydöstra Kina och i angränsande regioner av Laos och Vietnam. Den lever även på Hainan. Ormen vistas i kulliga områden och i bergstrakter mellan 300 och 1150 meter över havet. Habitatet utgörs av skogar. Sinomicrurus kelloggi jagar mindre ryggradsdjur.